# ۹ صفر
۹ صفر، نهمین روز از ماه صفر در تقویم هجری قمری است.
در تقویم هجری قمری قراردادی این روز سی و نهمین روز سال است.

## مناسبت‌ها
- ۶۵۶ - سقوط بغداد به‌دست ایلخانان مغول و پایان خلافت عباسیان در بغداد

## وقایع
- ۳۸ - وقوع نبرد نهروان و پیروزی علی ابن ابی‌طالب در این جنگ بر خوارج.

## درگذشتگان
- ۱۴۱۶ - سید محمدحسین حسینی طهرانی عارف و حکیم شیعه
- ۳۷ - عمار یاسرصحابی پیامبر اسلام و از یاران علی بن ابیطالب